# Upgrade U
Upgrade U è un singolo della cantante statunitense Beyoncé, pubblicato il 27 novembre 2006 come primo promozionale dal secondo album in studio B'Day. È stato scritto dalla stessa interprete con Sean Garrett, Solange Knowles, Angela Beyincé, Shawn "Jay-Z" Carter, Mk. Makeba, Willie Clarke e Clarence Reid ed interpretato in duetto col rapper Jay Z. Si tratta della quarta collaborazione fra i due artisti dopo '03 Bonnie & Clyde, Crazy in Love e Deja Vu.

## Antefatti e descrizione
La canzone, che originariamente doveva vedere la collaborazione con il rapper T.I., parla della relazione tra un uomo e una donna; nel brano, Beyoncé afferma d'essere capace d'aggiornare il suo uomo e introdurlo a nuove cose, migliorando il suo stile di vita e la sua reputazione.
Il beat della canzone contiene un campionamento di una canzone del 1986 di Betty Wright, Girls Cant't Do What the Guys Do, scritta da Willie Clark e Clarence Reid. La versione originale feat. T.I. è stata pubblicata Giovedì 19 aprile 2007 negli Stati Uniti.

## Video musicale
Il video musicale è stato girato da Melina Matsoukas, che ha anche diretto "Money Maker" di Ludacris; "Dangerous" degli Ying Yang Twins, Green Light (il quinto singolo dell'album) dell'artista; e le riprese sono iniziate il 25 gennaio 2007. Il video è stato trasmesso in première il 28 febbraio a "106 & park", ch'è stesso giorno in cui anche "Beautiful Liar" veniva lanciato a Total Request Live. Il 7 marzo dello stesso anno ha raggiunto il 6º posto nella classifica di "106 & park" ed il 16 maggio ha raggiunto la 1ª posizione negli America su MTV.
Nella prima parte del video, Beyoncé ripete col labiale le parole di Jay-Z, vestita con abiti mascolini e con uno stile hip-hop, seduta o facendo semplicemente notare il fondoschiena. In alcune riprese, viene ritratta mentre tiene tra i denti un grosso anello (nella scena iniziale) oppure un grosso diamante, indossando orecchini d'oro. L'artista poi canta seduta o china su un divano, per poi spostarsi in una piscina per far notare le sue curve.
Canta il ritornello su una stanza dalle pareti dorate con un mini-abito oro, tempestato di paillettes luccicanti, con un gruppo di ballerini eleganti che la seguono nei movimenti. Poi nella seconda parte, Beyoncé canta sui sedili posteriori o nel bagagliaio d'una Rolls-Royce, mentre intanto s'alternano a queste scene quelle del balletto ritmico coi ballerini. Continua poi con l'imitazione di Jay-Z mentre lui rappa. A intermittenza, è Beyoncé a continuare con il labiale il rap.
Beyoncé alla fine appare sdraiata su un pavimento d'oro circondata da gioielli e diamanti, ribadendo il concetto di lussuria molto presente in tutto il singolo, il cui tema principale è dofatti quello dello sfarzo e della ricchezza. S'inframmezzano scene delle varie Beyoncé, per poi concludersi con l'immagine della cantante avvolta nella ricchezza, mente guarda verso lo spettatore, nonostante la camera inizi ad oscurarsi.

## Riferimenti nel testo della canzone
- Audemars Piguet, azienda di orologi Svizzera
- Jacob the Jeweler, celebre Gioielliere
- Cartier, produttore di gioielli e orologi di lusso
- Hermès, compagnia di beni di lusso
- Lorraine Schwartz, famoso gioielliere
- The Amalfi Coast (Costiera amalfitana) , situata nel Sud Italia. È la costa di fronte alle isole di Capri e Ischia
- Fendi, compagnia di accessori di lusso
- The Bloomberg Luxury Accommodation Group, azienda situata in Sudafrica e fornitrice di ogni bene di lusso a Hollywood

## Successo commerciale
Un CD promozionale con parecchi mix è stato rapidamente inviato alle stazioni radio R&B e urban alla fine del 2006 dopo Déjà vu, e il singolo ha raggiunto la posizione numero 11 della Billboard Hot 100. Mesi prima della sua pubblicazione ufficiale come singolo, numerose radio nordamericane avevano cominciato a programmare fortemente il brano, spingendo la casa discografica a girare un video e stampare il singolo.

## Classifiche
| Classifica                           | Posizione |
| ------------------------------------ | --------- |
| Bulgarian National Top 40            | 14        |
| Croatia Singles Chart                | 23        |
| German Black Charts                  | 5         |
| Lithuania Airplay Chart              | 10        |
| LCC Hot R&B/Hip-Hop Songs            | 1         |
| U.S. Billboard Hot 100               | 59        |
| U.S. Billboard Hot R&B/Hip-Hop Songs | 11        |